# Горецкий районный историко-этнографический музей
Горецкий районный историко-этнографический музей (белор. Горацкі раённы гісторыка-этнаграфічны музей) — учреждение культуры в Горках.

## История создания
В мае 1919 года после изъятия богатой коллекции из дворца князя М. Дондукова-Корсакова, расположенного в местечке Романово (ныне Ленино), в Горках был организован первый в городе исторический музей. Он работал до 1922 года. После этого одна часть музейной коллекции была передана в Смоленск, а другая — в Минск в центральный белорусский музей.
14.12.1984 г. бюро Горецкого горкома КПБ, исполкомы городского и районного Совета народных депутатов приняли совместное постановление № 34-10-16/27 об открытии Горецкого районного историко-этнографический музей. Для музея было передано бывшее здание конторы районного узла связи. Разработал научную концепцию экспозиции музея и руководил на общественных началах работой по созданию музея, а также передал все собранные за 30 лет краеведческой работы материалы Владимир Моисеевич Лившиц, кандидат философских наук, доцент Белорусский сельскохозяйственной академии. В создании экспозиции, посвящённой Великой Отечественной войны принимали участие местные краеведы: Илья Моисеевич Стельмашонок и Ольга Трифоновна Гулевич. Экспозиция была оформлена художниками Могилевского художественного комбината. 1 .10. 1988 г. музей начал работать на общественных началах.15. 02. 1989 г. приказом Управления культуры Могилевского областного Совета народных депутатов на базе городского общественного музея был открыт Горецкий районный историко-этнографический музей.
Экспозиция Горецкого районного историко-этнографического музея располагалась в 6 залах. Общая экспозиционная площадь музея составила 190,8 м², фонды насчитывали 3 тыс. единиц.
15 .02. 1989 Горецкий городской исполнительный комитет передал отдела культуры Горецкого райисполкома бывшее здание магазина «Культтовары» по пер. Интернациональной д.4 для размещения в нём художественного отдела Горецкого историко-этнографического музея — картинной галереи. В 2010 году музей получил статус Государственного учреждения культуры.
В 2012 году Горецкий районный историко-этнографический музей поменял свою прописку. К Республиканскому фестивалю-ярмарке «Дожинки-2012» для музея было отреставрировано здание — памятник архитектуры конца XIX века, который включён в Государственный список историко-культурных ценностей Республики Беларусь. По итогам областных смотров-конкурсов музеев Могилевской области Горецкому историко-этнографическому музею были вручены дипломы I степени, как занявшему первое место в Могилевской области (1995, 2012 гг.).

## Экспозиция
Научный и художественный проект новой музейной экспозиции создан в 2012 году сотрудниками Могилевского областного краеведческого музея им. Е. Р. Романова. Экспозиция музея отражает основные этапы истории Горецкого края начиная с глубокой древности и до современности. В экспозиции представлены: археологическое наследие Горецкого края, этнографические особенности региона, Горки уездные, уголок аптекаря, фотоателье начала XX века, история Белорусского государственной сельскохозяйственной академии, революционные события, установление советской власти на территории Горецкого района, события Великой Отечественной войны, послевоенное восстановление края, литературные традиции Горецкой земли, современное развитие культуры. В экспозиции музея более 700 предметов основного фонда, 130 — научно-вспомогательного и 64 предмета, изготовленного современными художниками и мастерами. В одном из залов музея расположилась мультимедийное оборудование с сенсорным экраном и проектором. Посетители имеют возможность просмотреть видеоролик о Горецком крае, а также с помощью интерактивной карты города и района совершить виртуальную экскурсии по наиболее интересным историческим и культурным объектам региона.
Общая площадь музея 514 м², под экспозицией −189 м², под фондами — 60 м².

## Коллекции
Основной фонд музея на 1.01.2013 г. составляет 7085 музейных предметов. Археология: «Археология» — 2138 единиц: музейные предметы, найденные во время проведения археологических раскопок на территории Горецкого района, случайные находки.
«Городской быт» — 216 единиц: предметы из истории техники, осветительные приборы, посуда, музыкальные инструменты, мебель. «Вексиллология» — 11 единиц: знамёна, флаги, вымпела. «Военная история» — 46 единиц: военное обмундирование, головные уборы, военное снаряжение и приборы. «Документы» — 309 единиц: личные документы уроженцев Горецкого района, героев-земляков, письма, рукописи, картографические издания. «Искусство» — 311 единиц: живописные и графические работы белорусских художников; художников-земляков, членов Союза художников СССР; работы самодеятельных художников Горок и Горецкого района, а также мастеров декоративно-прикладного искусства Горецкого края. «Нумизматика» — 756 единиц: монеты Речи Посполитой, металлические и бумажные денежные знаки Российской империи, СССР, Республики Беларусь, монеты и банкноты стран мира. «Ордена и медали» — 27 единиц: государственные награды СССР военного и мирного времени. «Печатные издания» — 309 единиц: книги, брошюры, буклеты писателей и поэтов, уроженцев Горецкого района, газеты, журналы, фотоальбомы, плакаты. «Сувениры» — 18 единиц: подарки и сувениры, переданные в дар музея. «Фалеристика» — 1760 единиц: награды уроженцев Горецкого района, коллекции значков различной тематики 50-90 гг. XX в. «Фотографии» — 632 единицы: стереопары, почтовые открытки начала XX в. с видами Горок, чёрно-белые фотографии известных людей, уроженцев Горецкого района. «Этнография» — 433 единицы: предметы домашнего обихода, сельскохозяйственный инвентарь, орудия труда и изделия горецких ремесленников, ручники, постилки, детали мужского и женского народного костюма Горецкого региона.

## Научно-исследовательская работа
Коллектив музея работает по следующей тематике:
• история и культура Горецкого района;
• этнография края;
• литературные традиции Горецкого района и Белорусского сельскохозяйственной академии.
С 1989 г. по н.в. сотрудниками музея издано более 100 книг и брошюр, а также более 800 статей в научных сборниках, республиканских, областных и районных газетах. Раз в два года проходит районная научная краеведческая конференция. По её результатам издается сборник:
«Батьковщина: Материалы (докладов и сообщений)». Издано 7 сборников. Горецкий историко-этнографический музей был инициатором проведения научных Горецких чтений, проходивших в Горках в 1992, 1993, 1996, 1997 гг.

## Просветительская деятельность
Ежегодно музей организует выставки, музейные и музыкальные вечера, дни краеведения, выездные недели музея.

## Народные любительские объединения
При музее работают два народных объединения: «Родное слово» и «Искусство». Любительское объединение «Родное слово» создана в 1990 году. Руководитель объединения Л. Деружкова. В 1995 году объединению присвоено почетное звание «народного». Среди участников объединения член Международного Союза писателей «Новый современник», доктор технических наук, профессор Александр Клочков, члены Союза писателей Республики Беларусь: поэтесса Нина Ковалева, поэт-юморист и журналист Михаил Власенко, доцент Сергей Киселев и начинающие литераторы. Любительское объединение «Искусство» создано в 1992 году. Руководители: В. Белоусова и Т. Караевская. В 1997 году объединению присвоено звание «народный». Участники объединения занимаются художественной деятельностью, работают в разных жанрах — живопись, графика, декоративно-прикладное искусство.

## Издательское дело
При участии сотрудников музея издано более 100 книг по истории и краеведению Горок и Горецкого района, а также книги поэзии членов любительское объединение «Родное слово».

## Филиалы музея
В 1991—1995 годах были открыты филиалы Горецкого историко-этнографического музея: Маслаковский, Овсянковский, Коптевский, Ленинский, а также Музей-кабинет Максима Горецкого в г. Горки. В настоящее время в агрогородке Овсянка Горецкого района находится филиал музея. Филиалом музея является также Музей советско-польского боевого содружества в агрогородке Ленино.

## Директора музея
С 1989 по 2005 годы — Лившиц Владимир Моисеевич, с 2005 по 2011 годы — Скоромная Светлана Сергеевна. С 2011 по н.в. — Макеева Светлана Михайловна

## Место нахождения
213410, Беларусь, Могилёвская область, г. Горки. ул. Крупской, 3